# Khai triển đa thức
Trong toán học, khai triển đa thức là biến đổi một đa thức ở dạng tích các tổng thành dạng tổng các tích bằng cách nhân phân phối với phép cộng. Trong quá trình khai triển, có thể sử dụng các khai triển nhị thức, hoặc hằng đẳng thức.
Ví dụ một số khai triển đa thức đơn giản:
{\displaystyle (x+y)^{2}=x^{2}+2xy+y^{2}}
{\displaystyle (x+y)(x-y)=x^{2}-y^{2}}
nhân phân phối từ trái qua phải:
{\displaystyle (a+b+c+d)(x+y+z)=ax+ay+az+bx+by+bz+cx+cy+cz+dx+dy+dz}
Quá trình ngược lại của khai triển đa thức gọi là phân tích đa thức thành thừa số.

## Khai triển đa thức (x+y)n
Khi khai triển đa thức (x+y)n, thường người ta quy ước số mũ của x giảm dần và số mũ của y tăng dần từ trái qua phải. Các hệ số nhân được tính bằng tam giác Pascal.
Ví dụ khai triển đa thức {\displaystyle (x+y)^{6}}:
{\displaystyle {\color {red}1}x^{6}+{\color {red}6}x^{5}y+{\color {red}{15}}x^{4}y^{2}+{\color {red}{20}}x^{3}y^{3}+{\color {red}{15}}x^{2}y^{4}+{\color {red}{6}}xy^{5}+{\color {red}1}y^{6}\,}